# Palhaço

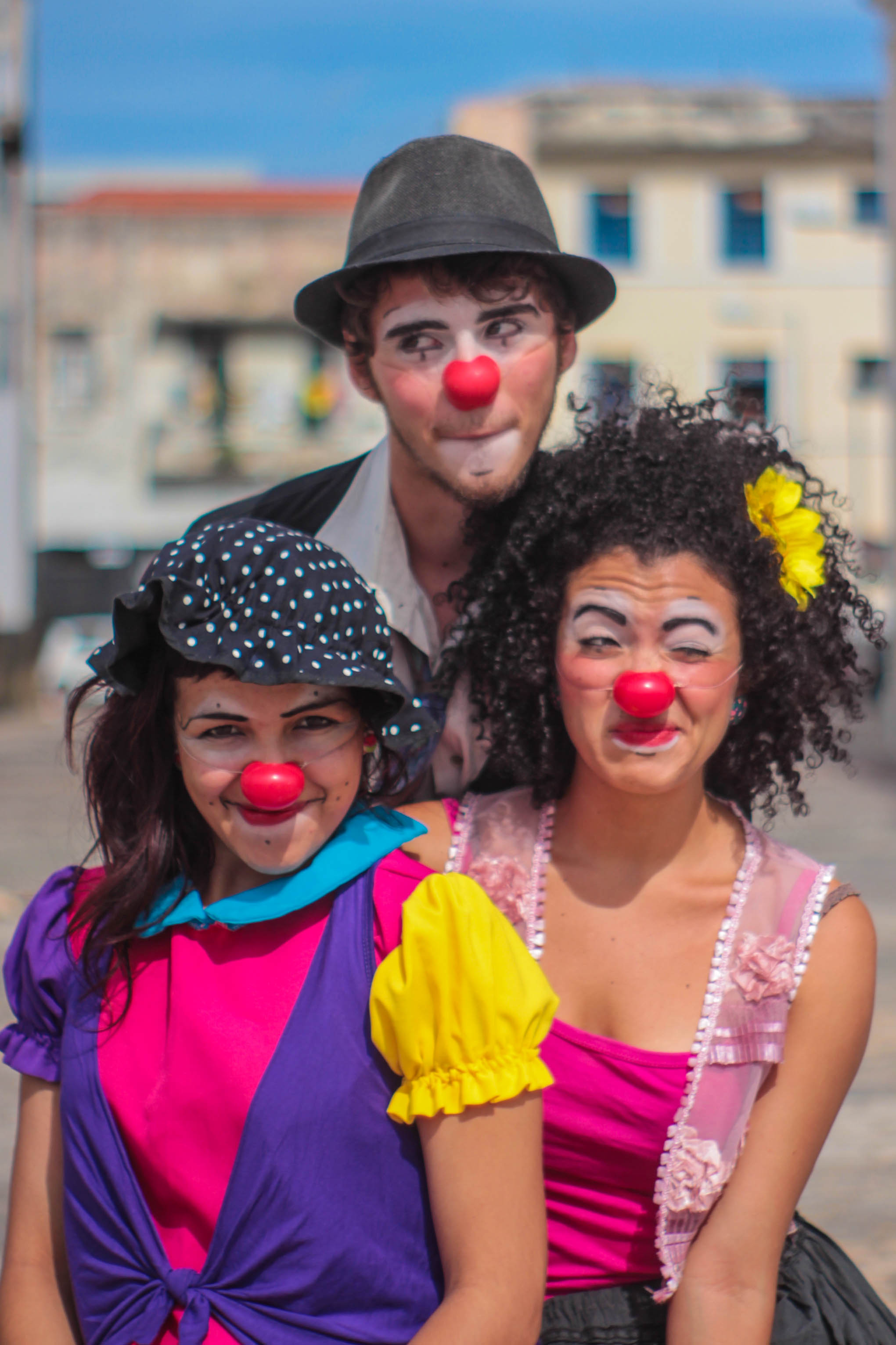
Palhaços do espetáculo Sorrir, Enfim!

A palavra palhaço deriva do italiano paglia, que quer dizer palha, que era o material usado no revestimento de colchões. O nome começou a ser usado porque a primitiva roupa desse cômico era feita do mesmo pano e revestimento dos colchões: um tecido grosso e listrado, e afofada nas partes mais salientes do corpo com palha, fazendo de quem a vestia um verdadeiro "colchão" ambulante. Esse revestimento de palha os protegia das constantes quedas e estripulias. Já a palavra clown é de origem inglesa e tem origem no século XVI. Deriva-se cloyne, cloine, clowne. Etimologicamente vem de clod, que em inglês significa "camponês" e ao seu meio rústico, a terra. O termo em inglês é amplamente utilizado por conta da influência do britânico Philip Astley. No Brasil, existe uma divergência teórico-semântica para com essas duas palavras. Alguns teóricos apontam que os dois termos indicam uma mesma coisa, já outros dizem que cada termo remete a uma escola de pensamento diferente.
O palhaço é lírico, inocente, ingênuo, angelical e frágil. O palhaço não interpreta, ele simplesmente é. Ele não é um personagem, ele é o próprio ator expondo-se, mostrando sua ingenuidade. Na busca desse estado, o ator não busca construir um personagem, mas sim encontrar essas energias próprias, tentando transformá-las em seu corpo. Portanto, cada ator desenvolve esse estado pessoal, de palhaço, com características particulares e individuais.
Embora vinculado aos circos, o palhaço pode atuar também em espetáculos abertos, em teatros, em programas de televisão ou em qualquer outro ambiente. Em várias ocasiões é o personagem que tem a tarefa de entreter o público durante as apresentações, especialmente no circo. É geralmente vestido de um jeito engraçado, com trajes desproporcionados e multicoloridos, com aplicações de pinturas (maquiagens) especiais e acessórios característicos. Entretanto, há diversos tipos de palhaço, como o melancólico, o romântico, o bufão, o tramp (mendigo), etc.
Na linguagem comum, o termo também pode ser referido como uma característica do comportamento de uma pessoa não confiável ou não acostumado a levar a sério um argumento.

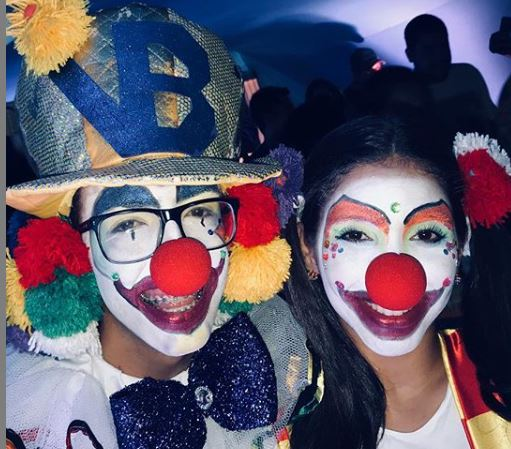
Palhaços Irreverentes

## Origem
Há relatos de figuras semelhantes ao palhaço contemporâneo desde 2500 a.C, no Egito antigo. São encontradas várias outras referências, como em Roma, Grécia, China e até em civilizações americanas, como a dos astecas. Podemos achar referências à arte de fazer rir quatro mil anos atrás. Inúmeras vezes esse personagem adquiria importantes papéis sociais, muitas vezes estando ao lado do rei ou imperador.

### Oriente
Os lubyet eram figuras cômicas das dinastias chinesas; atuavam como desastrosos assistentes dos personagens príncipes e princesas. Assim como os bobos da corte europeus, os lubyet, pela sua proximidade com os déspotas, tinham grande influência na sociedade, podendo sugerir importantes mudanças no agir dos imperadores.
Podemos encontrar na Malásia o p'rang, que utilizava máscaras com olhos enormes e bochechas desproporcionais, formando uma figura bizarra e, ao mesmo tempo, cômica. Em Bali encontramos os irmãos Penasar e Kartala. Enquanto o primeiro é ordeiro e apolíneo, o outro faz tudo pelas avessas e atrapalhadas.

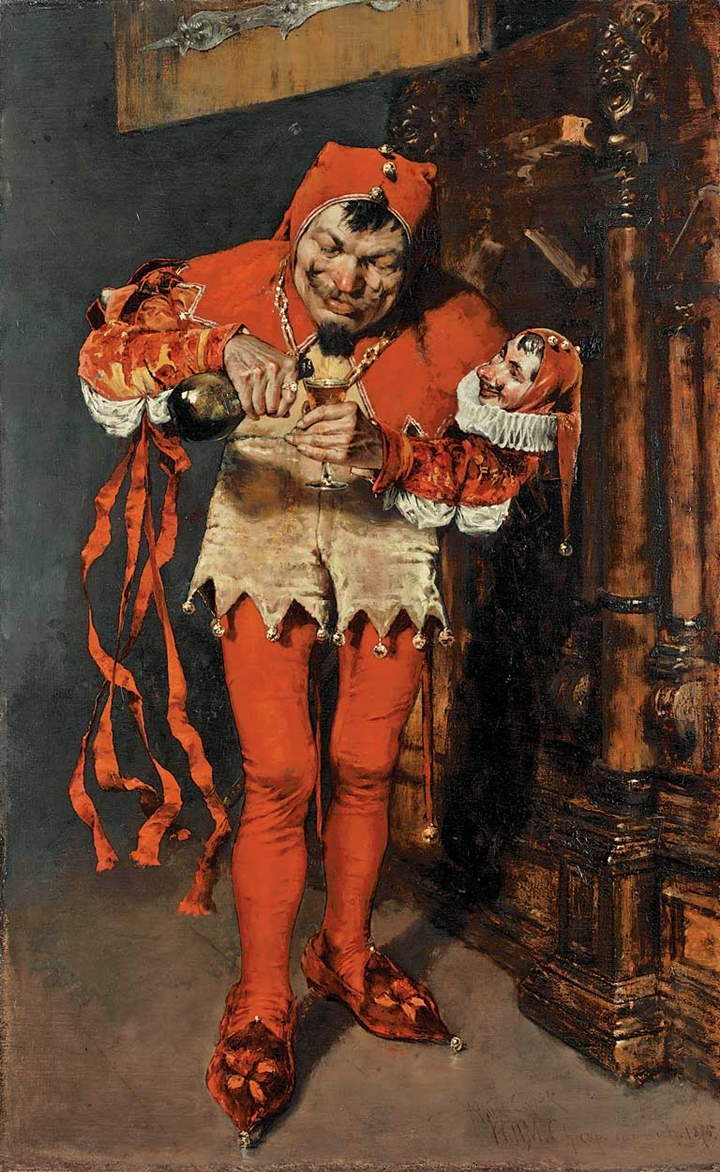
Pintura de William Merritt Chase

### Grécia e Roma
Depois de apresentar-se às tragédias gregas, os palhaços entravam em cena satirizando os contos gregos, principalmente os de Hércules. Os próprios sátiros (daí vem a palavra sátira) seriam o germe dos palhaços de hoje. Depois que o Império Romano começou a se expandir, outros personagens começaram a surgir na Europa. Os Cirros e Estúpidos, começaram a levar a arte clownesca para as ruas. Mas foi na Idade Média que eles tomaram as ruas definitivamente.

### Idade Média
Na Idade Média, o teatro teve um grande problema com a Igreja Católica no poder e a maioria dos teatros foram fechados. Com isso, os artistas tomaram as ruas. Para sobreviver começaram a desenvolver uma linguagem que desse conta das ruas, e cada vez ficavam mais conhecidos no continente. Na Escandinávia eram conhecidos como gleemen, e na França, jongleurs. Enquanto os bobos da corte faziam suas graças para não perder a cabeça, os artistas de ruas faziam as suas para não morrer de fome. Mas assim como os lubyet, da China, os bufões e os bobos da corte tinham também certo papel social, na medida em que utilizavam de seu humor para questionar as decisões tomadas pelos soberanos, de modo a fazê-los refletir sobre a forma como governavam. Eles eram as únicas figuras na corte que poderiam "falar o que quiser" sem grandes revezes, desde que todos rissem. Podemos encontrar facilmente muitas estórias antigas e atuais envolvendo bobos da corte. E o cargo ainda não foi extinto, como é o caso de Nigel Rodes, o primeiro bobo da corte oficial desde 1649, quando o último ocupante do cargo perdeu o emprego após a revolução republicana liderada por Oliver Cromwell e a decapitação do rei Charles I. Mas mesmo com as dificuldades de Idade Média, os palhaços continuavam a tomar espaço. Nas peças religiosas faziam o papel de diabo cômico ou narrador. Até que William Shakespeare mostrou que o palhaço podia não só fazer rir, como fazer chorar, e tornar ainda mais dramáticas as cenas trágicas de uma obra, os palhaços passaram a ser tão importantes, nessas representações, quanto os atores sérios de grandes clássicos do teatro.

### Commedia dell'arte
A commedia dell'arte foi uma forma de teatro popular improvisado que começou no século XV, na Itália, e se desenvolveu posteriormente na França, e que se manteve popular até o século XVIII. A “Commedia dell’arte” vem se opor à “Comédia erudita”, também sendo chamada de “Commedia all’improviso” e “Commedia a soggetto”. Essa forma ainda sobrevive através de alguns grupos de teatro.

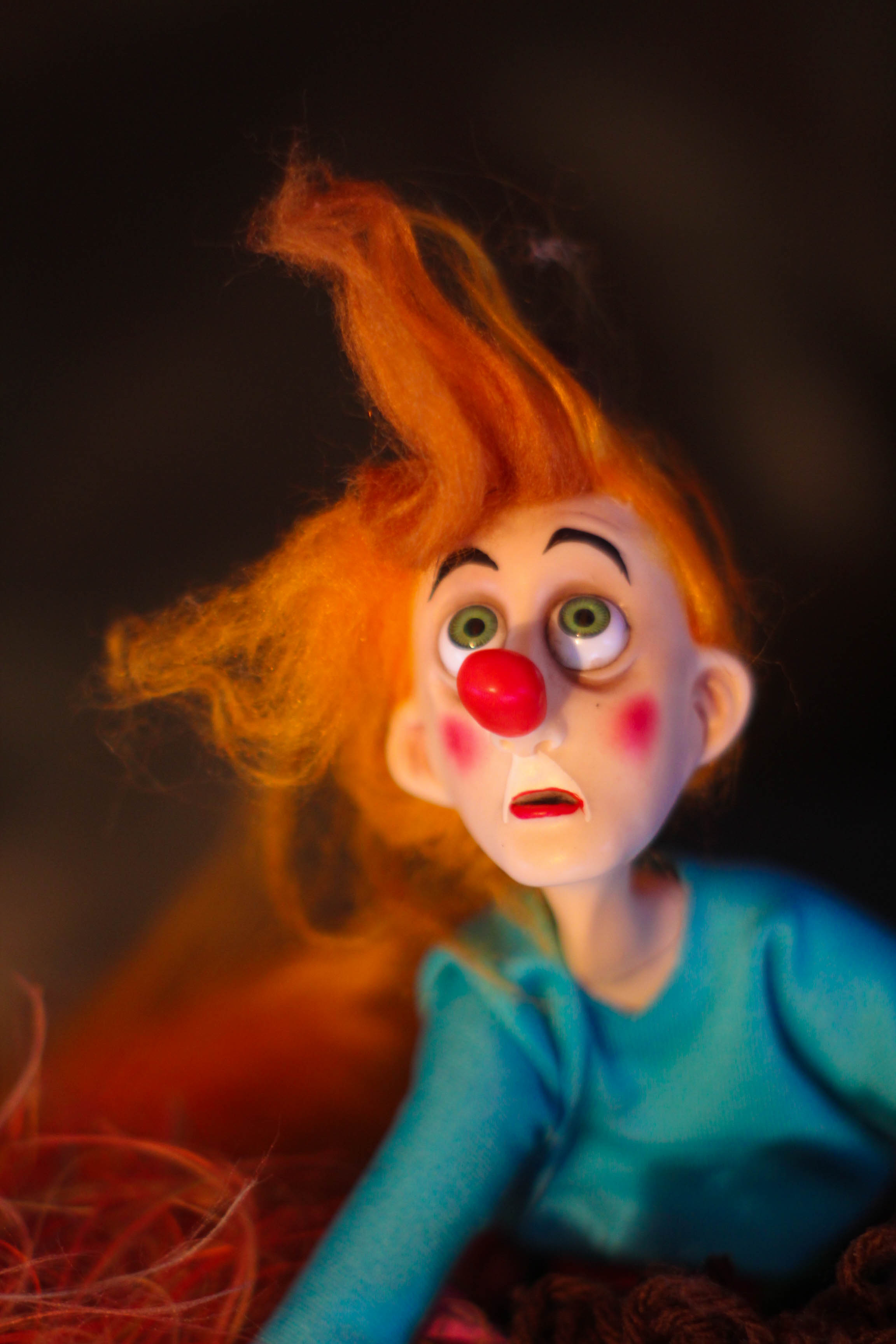
Boneco representando um palhaço

### O início do circo
A cultura circense se enraíza pelos vários eventos da antiguidade, como as grandes dionísias e os jogos nos Circos Romanos. Mas é a Philip Astley que se atribui a criação do circo que conhecemos hoje. Ele era suboficial da cavalaria das Forças Armadas Inglesas. Muitos oficiais da cavalaria já se apresentavam nas ruas há muito tempo, mas a grande ideia de se estabelecer um local fixo foi dele. O formato circular ajudava os acrobatas a praticar suas acrobacias mais facilmente enquanto o cavalo corria em círculos. Astley construiu uma estrutura de 13 m de circunferência em um local fechado. Os espetáculos de rua passaram a acontecer dentro desse local e a cobrar ingressos. Os cavaleiros das forças armadas inglesas podiam agora continuar trabalhando, mesmo depois de aposentados. A aproximação dos ofícios de hipismo, com outras artes de rua deram também forma a várias outras modalidades, como o music hall e diversas formas teatrais, com pantomimas, adaptações de commedia dell'arte e melodramas. Não demorou para que outros artistas também integrassem às atrações do novo estabelecimento de Astley. Os palhaços começaram a aparecer no seu local mais conhecido atualmente, o circo. O palhaço mais importante foi Mr. Merryman, que atuava a cavalo. Com o desenvolvimento da arte do palhaço, várias partes do mundo adaptaram o personagem ao seu próprio estilo, fazendo surgir novas figuras, como o palhaço Augusto, o Excêntrico, o Vagabundo, o Mímico e o Branco. Cada um possui características próprias e marcantes.

## Tipos de palhaço
O clown é um personagem múltiplo e, às vezes, nem é visto como um personagem, mas sim como um estado, o estado de clown. Com isso, os tipos e os modos de se exercer o ofício são inúmeros. Desde personagens mais óbvios como o Bozo até os comediantes mais sutis como Mr. Bean. Mas no decorrer da historias, certos tipos se consolidaram e se estruturaram com características fixas.

### Branco e Augusto
Augusto é o tipo mais conhecido no Brasil. É extravagante, absurdo, pícaro, mentiroso, surpreendente, provocador. Representa a liberdade e a anarquia, o mundo infantil. É desajeitado e desastrado, tornando sua atuação desajeitada e deselegante. É inoportuno em sua tentativa de socializar-se, mas acaba por conquistar com sua simpatia e brincadeiras. Diversas lendas coincidem a fazer nascer o personagem no Circo Renz de Berlim (1865), encarnado por um tal August, um moço de jeito enfadonho e beberrão — de onde vem o nariz vermelho. Diz a lenda que ele era um cuidador de cavalos e um certo dia, como era alcoólatra, entrou no palco bêbado. Como as pessoas na Europa costumam ser muito brancas, quando bebem avermelham o nariz e as maçãs do rosto, muitos dizem que deriva-se daí o nariz de palhaço e a maquiagem. É esse o espírito do Augusto, brincalhão e que faz bastante algazarra. Ainda na mesma lenda, diz-se que o companheiro do Augusto entrou para tentar tirar o amigo do picadeiro, sóbrio, tenta de todo jeito fazer o amigo se regrar. É daí que se acredita que nasceu o Branco. Outra versão diz que o termo augusto é de raiz alemã. No caso seria o alemão Tom Belling que teria entrado a cavalo e feito uma apresentação desastrosa. Então a plateia gritou Augusto! Augusto!" que em dialeto berlinese, significa pessoa que se encontra em situação ridícula. Ele é uma grande hipérbole. Tudo é grande, suas roupas, seu nariz, seus sapatos.
O Branco é o inverso do Augusto. Também chamado Carabranca, Pierrot, Enfarinhado e Esperto ou Sério. Em vários circos do Brasil ele é conhecido como Escada. O tipo nasceu na Inglaterra em meados do século XVIII, com Giuseppe e Joe Grimaldi, costumava aparecer maquiado de branco e vestido num elegante vestido brilhante. Seus trajes são seu grande diferencial, já que sua elegância revela um clown aristocrata, que, quando contracena com outros palhaços, toma o controle da situação.

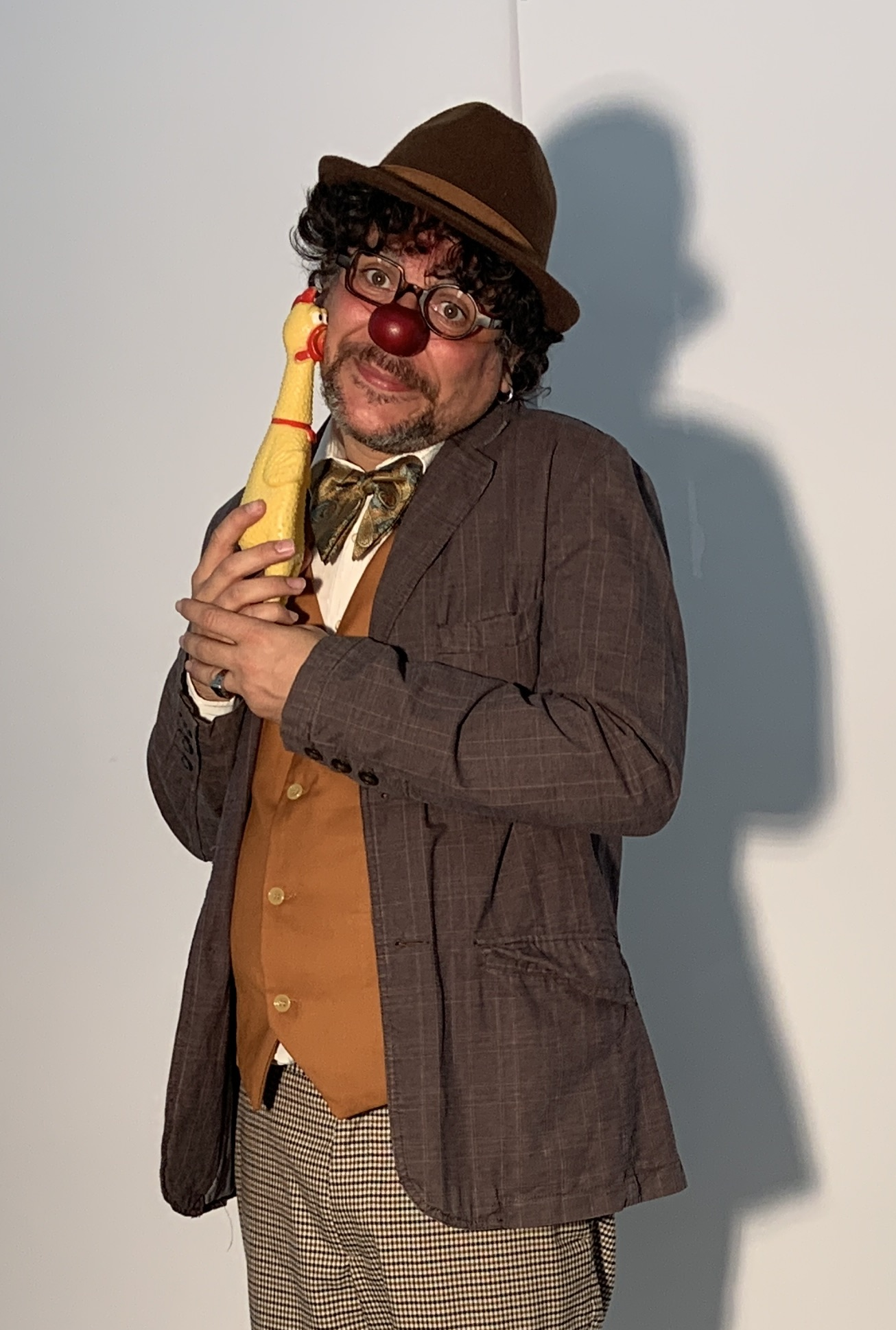
Na década de 80, começaram a surgir grupos de palhaços que visitam hospitais e outras instituições de saúde, a fim de modificar o ambiente clínico. Hoje em dia, palhaços hospitalares, palhaços sociais, doutores palhaços ou senhores palhaços são profissionais já reconhecidos e diferenciados. No Brasil existem centenas de iniciativas. em Portugal o Rugas de Riso é o primeiro projeto de senhores palhaços para pacientes idosos com demência e em cuidados paliativos.

Os dois formam a dupla mais tradicional de palhaços, com um contrasto apolíneo e bacante, de ordem e desajuste.

## Palhaços famosos
- Benjamin de Oliveira
- Arrelia
- Bozo
- Pennywise, personagem do livro It
- Carequinha
- Carlitos, personagem de Charlie Chaplin
- Croquete
- Batatinha
- Palhaço Sorriso
- Koko, personagem de Max Fleischer
- Krusty
- Tiririca
- Torresmo
- Patati Patatá
- Pimentinha
- Ronald McDonald
- Piolin
- Slava Polunin